# 広島県道218号府中停車場線
広島県道218号府中停車場線（ひろしまけんどう218ごう ふちゅうていしゃじょうせん）は、広島県府中市を通る一般県道である。

## 概要
JR西日本福塩線 府中駅から広島県道399号金丸府中線交点を結ぶ。

### 路線データ
- 起点：府中市元町（府中駅（北）交差点、JR西日本福塩線 府中駅前）
- 終点：府中市元町（府中学園（中）交差点、広島県道399号金丸府中線交点）
- 総延長：0.65 km

## 歴史
- 1960年（昭和35年）10月10日 - 広島県告示第682号により広島県道89号府中停車場線として認定される。
- 1972年（昭和47年）11月1日 - 広島県の県道番号再編により路線名称が現行のものに変更される。
- 2005年（平成17年）12月19日 - 広島県告示第1,332号により終点が府中市本山町から府中市元町に変更される。

## 地理

### 通過する自治体
- 府中市

### 交差する道路
| 交差する道路            | 交差する場所 | 交差する場所                |
| ----------------------- | ------------ | --------------------------- |
| 広島県道399号金丸府中線 | 元町         | 府中学園（中）交差点 / 終点 |

### 沿線
- JR西日本福塩線 府中駅
- 府中市立府中学園